# Vamos Dançar? (1937)
Vamos Dançar? (em inglês:  Shall We Dance) é um filme estadunidense de 1937, do gênero comédia musical, dirigido por Mark Sandrich e estrelado por Fred Astaire e Ginger Rogers

## A Produção
Este é o sétimo trabalho conjunto da dupla Astaire-Rogers. Era também para ser o último, porém o fracasso de A Damsel in Distress, que Astaire estrelou com outra atriz -- Joan Fontaine—levou a RKO a reuni-los novamente no ano seguinte, em Carefree (e depois em The Story of Vernon and Irene Castle).
O número de sequências de danças é menor e alguns personagens, como os de Edward Everett Horton e Eric Blore, são praticamente repetições de outros filmes da dupla. Isso, aliado a um roteiro demasiadamente familiar, pode ter contribuído para a diminuição do número de espectadores. Ao fim e ao cabo, o lucro contabilizado foi de $413,000, bem menor que as produções anteriores.
George e Ira Gershwin assinam a brilhante trilha sonora, pela primeira e última vez em uma produção Astaire-Rogers. Entre as canções, destacam-se Let's Call the Whole Thing Off, Shall We Dance, They All Laughed e They Can't Take That Away from Me (que foi indicada ao Oscar).

## Sinopse
Petrov Peters é o dançarino que viaja pelo Oceano Atlântico porque deseja ficar perto da famosa estrela de musicais Linda Keene. Para obter publicidade de graça, seu empresário resolve espalhar, quando desembarcam em Nova Iorque, que eles estão casados secretamente.

## Premiações
| Prêmio | Categoria              | Situação |
| ------ | ---------------------- | -------- |
| Oscar  | Melhor Canção Original | Indicado |

## Elenco
| Ator/Atriz            | Personagem             |
| --------------------- | ---------------------- |
| Fred Astaire          | Petrov Peters          |
| Ginger Rogers         | Linda Keene            |
| Edward Everett Horton | Jeffrey Baird          |
| Eric Blore            | Cecil Flintridge       |
| Jerome Cowan          | Arthur Miller          |
| Ketti Gallian         | Lady Denise Tarrington |
| William Brisbane      | Jim Montgomery         |
| Harriet Hoctor        | Harriet Hoctor         |